# Ocnaea stuardoi
Ocnaea stuardoi är en tvåvingeart som beskrevs av Curtis W. Sabrosky 1946. Ocnaea stuardoi ingår i släktet Ocnaea och familjen kulflugor. Inga underarter finns listade i Catalogue of Life.